# نيكولو ماسا
نيكولو ماسا ( Italian: ‎[nikkoˌlɔ mˈmassa]‏؛ 1485-1569) عالم تشريح إيطالي كتب نصًا مبكرًا في علم التشريح Anatomiae Libri Introductorius في عام 1536. في عام 1536 وصف السائل الدماغي النخاعي.
تخرج ماسا من كلية البندقية للأطباء بدرجة في الجراحة عام 1515 ثم بدرجة في الطب عام 1521. عاش ومارس الطب في البندقية طوال حياته وكان أحد أكثر الأطباء احترامًا في أوائل القرن السادس عشر. في عام 1524 تم تعيينه طبيبًا في مدرسة سان جورجيو [الإنجليزية]، وكنيسة القبر المقدس [الإنجليزية] قام ماسا بتدريس المرشحين وفحصهم وعمل مستشارًا لكلية الجراحين في البندقية أيضًا.
كان ماسا مؤلفًا للعديد من الأعمال التي بدأت بكتاب عن المرض الفرنسي والذي يُعادل عادة بمرض الزهري الحديث في عام 1524، ليبر موربو غاليكو الذي صدر عدة طبعات. تبع ذلك كتاب عن علم التشريح بعنوان Anatomiae Libri Introductorius، وكتاب عن الحمى بعنوان Liber de febre pestilentiali، وعمل باللغة الإيطالية، و La loica، و divisa in Sette libri، ومجموعة من رسائله، Epistolae Medical مجموعات مطبوعة من كانت رسائل الأطباء نوعًا شائعًا في القرن السادس عشر. تميل الرسالة إلى أن تكون مكتوبة للتشخيص والمشورة العلاجية، لكنها تطرقت إلى مجموعة متنوعة من الموضوعات. ذكر ماسا مواضيع وشخصيات مهمة في عصره، بما في ذلك إبداء رأيه في فابريكا لأندرياس فيزاليوس. كتب ماسا كتابين آخرين، Rag gionamento ... sopra le infermitia che vengono dall'aere pestilentiale del presente anno MDL و Diligens examen de venaesectione in febribus ex humorum putredine ortis، وقد نُشر آخر مرة قبل وفاته بعام واحد.
كان ماسا يشرح الأجسام بشكل منتظم وأجرا تشريحًا لدراسة التشريح وفهم أسباب الأمراض مثل الزهري. كان يحظى باحترام كافٍ لأنهُ لديه عدة كتب. مثل العديد من الأطباء المشهورين في عصره، فهو أقل شهرة اليوم لأن اسمه لا يرتبط باكتشاف أي حقيقة طبية حديثة.

## حياة عائلية
كان ماسا ابن أبولونيو ماسا وفرانشيسشينا دانيس. كان لوالديه ستة أبناء وثلاث بنات بمن فيهم هو. في عام 1505، عندما كان ماسا لا يزال طفلاً، توفي والده لسبب غير معروف. تبع ذلك وفاة إخوته الخمسة قبل عام 1530، وكان آخرهم، أنطونيو ماسا، الذي توفي عام 1529. من خلال هذا، وجد ماسا نفسه مقدم المنزل في بداية حياته المهنية. للأسف، لم تنطبق الظروف المؤسفة لعائلته على إخوته فقط، حيث كانت إحدى شقيقاته الثلاث فاسدة منذ الطفولة. عاشت مع ماسا لأنه كان المعيل الوحيد لها والقائم بأعمالها. عاشت شقيقته الأخريان حياة طبيعية نسبيًا، وكلاهما متزوج، مع توفير ماسا المهر لكليهما. كان لماسا ولدان وابنة وابن أخ اعتنى بهما. بمجرد تحسن حياته المهنية، وجد ماسا نفسه يعيش حياة مريحة. كان معروفًا أنه فخور جدًا بإنجازاته كـ «رجل عصامي». في عام 1548 تزوج ابنته لعائلة من البندقية. ولكن بعد عامين مات زوج أبنته. مرة أخرى، كان ماسا يدعم ابنته وحفيده الجديد. على الرغم من المشاكل العائلية الكثيرة، سعا ماسا وازدهر في مجال الطب.

## عمله المبكر على مرض الزهري
ناقش أول منشور لنيكولو ماسا Liber de morbo gallico، عمله على مرض الزهري. كان يعتقد أن مرض الزهري مرضًا جديدًا نشأ في إيطاليا خلال الفترة الزمنية حول حصار نابولي عام 1494. في اعتقاده، كان مرضًا ينتقل عن طريق الاتصال الجنسي في المقام الأول. كانت الطريقة الأكثر شيوعًا للإصابة بالمرض هي الاتصال الجنسي مع امرأة مصابة. ومع ذلك، فهو يعتقد أيضًا أن المرض يمكن أن ينتشر من خلال الاتصال غير الجنسي وفي حالات نادرة بشكل تلقائي داخل الجسم. كانت الأعراض التي وصفها هي قرح صلبة على الأعضاء التناسلية للمصابين وفي بعض الحالات تشمل الحمى وألم في الأطراف وتورم الفخذ وتساقط الشعر ومظاهر مختلفة على الجلد. أخيرًا، في الحالات القصوى، لوحظ أن المرض يؤثر على الجهاز العصبي للمصابين. درس المرض بمصطلحات أخلاقية تقليدية. وأعرب عن اعتقاده أن سبب الأعراض هو نزلة برد وبلغم جاف داخل الكبد.

## حمى
جاء كتاب نيكولو ماسا Liber de febre pestilentiali، في وقت مهم للغاية حيث كانت إيطاليا تواجه الوباء في عام 1555. كان الوباء الذي كان يجتاح إيطاليا في ذلك الوقت هو الطاعون الدبلي. تم استدعاء نيكولو ماسا للتساؤل عما إذا كان المرض في البندقية هو في الواقع الطاعون الدبلي. عند فحص المرض في طبيعة جالينوس، قرر أنه نظرًا لأن المرض كان يصيب جميع الأشخاص دون استثناء من العمر أو الجنس أو المهنة عن طريق الهواء. جاء هذا الارتباط من اعتقاد أبقراط بالعناصر الموجودة في جسم الإنسان. العنصر المشترك بين الجميع هو الهواء وخلص ماسا إلى أنه المسؤول عن أنتقال المرض. هذا المرض في نظر ماسا نتج عن حدوث طقس دافئ ورطب أفسد الهواء. وحددا أن المرض ينتشر عن طريق الهواء وينتقل عن طريق استنشاق هذا الهواء الفاسد. ونصح ماسا بأن العزل وكذلك الصرف الصحي العميق للمدينة ضروريان لوقف انتشار هذا المرض. واصل ماسا عمله على الحمى القاتلة طوال حياته المهنية.

## السائل النخاعي
يعود الفضل إلى ماسا في كونهِ أول طبيب يكتشف السائل داخل القحف أثناء تشريح الجثة. أبلغ ماسا عن هذه النتائج في كتابه Liber Introductorius Anatomiae. وصف في كتابه العثور على كمية كبيرة من السوائل بين البطينين الدماغيين. من المعروف الآن أن هذا السائل هو السائل النخاعي. يعتبر هذا الاكتشاف الكبير معلمًا مهمًا في تاريخ الطب.